# Lumbricillus belli
Lumbricillus belli är en ringmaskart som beskrevs av Tynen 1969. Lumbricillus belli ingår i släktet Lumbricillus och familjen småringmaskar. Inga underarter finns listade i Catalogue of Life.